# خافي فرنانديز
خافي فرنانديز (بالإسبانية: Francisco Javier Fernández Luque)‏ هو لاعب كرة قدم إسباني في مركز نصف الجناح، ولد في 22 فبراير 1988 في Torre del Mar ‏ في إسبانيا. لعب مع مومباي سيتي ونادي أوروبا ونادي ديبورتيفو طليطلة.

## وصلات خارجية
- خافي فرنانديز على موقع قاعدة بيانات كرة القدم.إي يو (الإنجليزية)
- خافي فرنانديز على موقع Soccerway.com (الإنجليزية)
- خافي فرنانديز على موقع AS.com (الإسبانية)